# Sistema eleitoral a duas voltas

Cédulas de eleição com dois turnos: nesse tipo de eleições, os candidatos menos votados são eliminados no segundo turno.

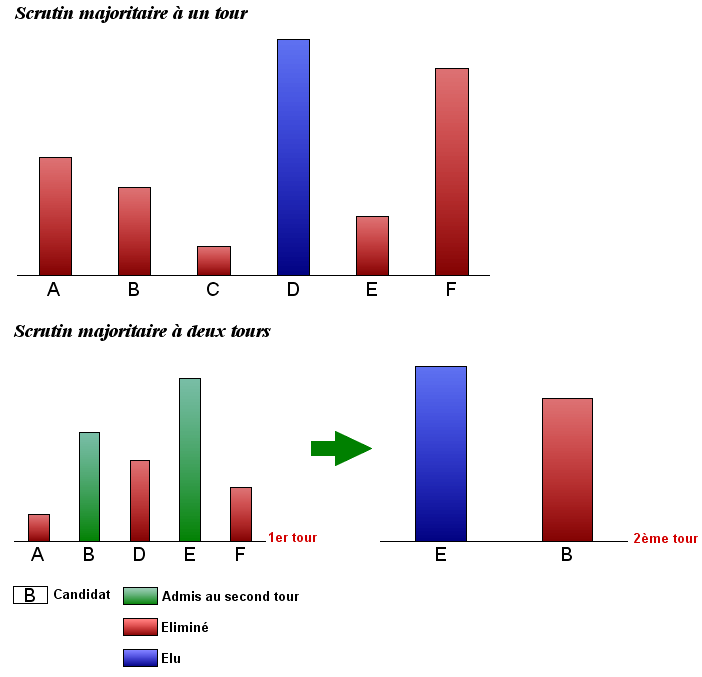
Esquema do modo de seleção no escrutínio maioritário a duas voltas (embaixo), distinto do sistema eleitoral a uma volta (em cima).

O sistema eleitoral a duas voltas (português europeu) ou com dois turnos (português brasileiro) é um sistema de votação utilizado para a escolha de um único vencedor, ao qual se exige ter mais de metade dos votos válidos (é equivocado falar em 50% + 1 pois, no caso do total de votantes ser ímpar, o número de votos que se faz necessário para obtenção da maioria absoluta é 50% + 0,5). No primeiro turno, os eleitores votam em um dos candidatos que se apresentaram na eleição. Porém, se nenhum desses candidatos obtiver mais da metade dos votos, então os que têm menos de uma certa proporção, ou, o que é mais comum, todos os candidatos com exceção dos dois mais votados, são eliminados da votação, e aí vem o segundo turno que é feita apenas entre os candidatos que não foram eliminados na primeira volta. Deste modo, é distinto do sistema eleitoral a uma volta (ou uninominal maioritário), onde é eleito o mais votado independentemente da percentagem de votos recebidos.
Este sistema é muito utilizado em todo o mundo para a eleição por sufrágio universal de presidentes (ou títulos equivalentes). Por vezes encontra-se este sistema aplicado a eleições legislativas.
Este sistema foi introduzido em Portugal pela Constituição de 1976 apenas para as eleições presidenciais. Segundo a Constituição, um candidato para ser eleito necessita da maioria absoluta (mais da metade) dos votos validamente expressos. Caso nenhum candidato consiga esse número, realizar-se-á uma segunda volta apenas entre os dois candidatos mais votados.
Em Honduras, em 2014 o Congresso Nacional passa a debater sobre o segundo turno nas eleições presidenciais.
Idêntico procedimento foi introduzido no Brasil com a Constituição Federal de 1988, para evitar que o eleitorado venha a desistir daquele que considera o melhor candidato para apoiar outro mais forte, que tenha mais chances de ser eleito, evitando assim uma terceira opção, que seria a mais desagradável. No Brasil, se persistir o empate, é levado em consideração a idade dos candidatos, e o mais velho é eleito. Em eleições municipais, esse sistema de votação só é adotado se o município possui mais de 200 mil eleitores. Caso contrário, a eleição é realizada apenas em um turno.